# Achim Walcher
Achim Walcher (Schladming, 1º dicembre 1967) è un ex fondista austriaco.
È marito di Maria Theurl, a sua volta fondista di alto livello.

## Biografia
In Coppa del Mondo debuttò il 12 dicembre 1992 a Ramsau am Dachstein (78°) e ottenne il primo podio il 20 dicembre 1998 a Davos (3°).
In carriera prese parte a due edizioni dei Giochi olimpici invernali, Nagano 1998 (23° nella 10 km, 38° nella 50 km, 11° nell'inseguimento, 9° nella staffetta) e Salt Lake City 2002 (squalificato nella 30 km, squalificato nell'inseguimento), e a cinque dei Campionati mondiali (5° nella staffetta a Lahti 2001 il miglior risultato).
Nel 2002, durante i Giochi di Salt Lake City, nella stanza di Walcher e del suo compagno di squadra Marc Mayer, al villaggio olimpico, furono trovate siringhe e sacche di sangue, prove del ricorso a pratiche dopanti. La FIS espulse immediatamente i due atleti e il loro allenatore, Walter Mayer, dai Giochi; la squalifica definitiva di due anni, nel 2003, portò all'annullamento di tutti i risultati internazionali conseguiti da Walcher dai Giochi di Salt Lake City fino a quel momento. L'atleta non tornò più alle gare.

## Palmarès

### Coppa del Mondo
- Miglior piazzamento in classifica generale: 29º nel 2000
- 2 podi (entrambi a squadre[3]):
  - 1 secondo posto
  - 1 terzo posto

### Campionati austriaci
- 7 medaglie[4]:
  - 1 oro (inseguimento nel 2002)
  - 2 argenti (inseguimento nel 1998; 15 km nel 2003)
  - 4 bronzi (inseguimento nel 1996; 2x5 km nel 1997; inseguimento nel 2000; 10 km nel 2002)